# Siège de Carthagène des Indes (1741)
Pour les articles homonymes, voir Bataille de Carthagène.
Guerre de l'oreille de Jenkins
Batailles
- Portobelo
- 8 avril 1740
- Fort Mose (en)
- Saint Augustine
- Expédition Anson
- Carthagène des Indes
- Santiago de Cuba (1re)
- Géorgie
- La Guaira (en)
- Puerto Cabello (en)
- Cape Sicié
- Panama
- Bloody Marsh
- Bahamas
- Glorioso
- 18 mars 1748
- Santiago de Cuba (2e) (en)
- La Havane

Le siège de Carthagène des Indes est une opération militaire amphibie ayant opposé les forces de la Grande-Bretagne sous les ordres du vice-amiral Edward Vernon et celles de l'Espagne dirigées par l'amiral Blas de Lezo. Il se déroule de mars à mai 1741 à Carthagène des Indes, dans l'actuelle Colombie. Bien que largement oublié, ce siège est le résultat de l'une des plus grandes campagnes navales de l'histoire britannique[réf. nécessaire] et la bataille la plus importante de la guerre de l'oreille de Jenkins (qui précède la guerre de Succession d'Autriche avant de se confondre avec elle). Le siège se solde par une défaite majeure et de lourdes pertes pour les Britanniques : 50 navires perdus, gravement endommagés ou abandonnés et des pertes humaines considérables, avec la mort de 18 000 soldats et marins, en partie due à la maladie, notamment la fièvre jaune.

## Contexte
La guerre de l'oreille de Jenkins, qui se déroule entre 1739 et 1748, est un conflit entre les flottes et troupes coloniales du royaume de Grande-Bretagne et de l'Espagne. Lors du traité de Séville de 1729, les Britanniques étaient convenus de ne pas commercer avec les colonies espagnoles, sauf sous certaines conditions, telles que l'asiento (le monopole de la traite des Noirs) et le navio de permiso, où un seul navire de commerce britannique pouvait venir décharger une fois par an. L'asiento a permis à la Grande-Bretagne d'avoir le monopole de la vente de 5 000 esclaves par an aux colonies espagnoles. Le Navio de Permiso permettait à un navire de commerce, le navire annuel, de porter 1 000 tonnes d'importations à la foire commerciale annuelle de Porto Bello. Ayant obtenu ces concessions de l'Espagne, le gouvernement britannique accorde un monopole sur les deux à la Compagnie des mers du Sud. Les marchands et les banques de Grande-Bretagne, qui étaient le moteur du commerce et des échanges internationaux du pays, demandent à avoir un accès plus important aux marchés espagnols lucratifs du bassin des Caraïbes (en). De leur côté, les colons espagnols souhaitaient avoir accès à des biens manufacturés britanniques, ce qui entraîne le développement d'un marché noir de biens de contrebande.
Selon les termes du traité, les Espagnols pouvaient arraisonner les navires britanniques dans les eaux espagnoles. Après qu'un tel arraisonnement eut lieu en 1731, Robert Jenkins, capitaine du navire anglais Rebecca, affirme que la garde côtière espagnole avait tranché son oreille. Jenkins exhibe son oreille marinée à la Chambre des communes, ce qui fait monter la « fièvre de la guerre » qui se développait contre l'Espagne et qui était également dictée par le désir britannique d'asseoir leur domination commerciale et militaire sur le bassin atlantique. Le premier ministre britannique de l'époque, Robert Walpole, déclare la guerre à contre-cœur le 23 octobre 1739. La décision est accueillie avec enthousiasme, mais Walpole aurait déclaré : « Ils peuvent bien carillonner maintenant, ils se tordront les mains de désespoir avant longtemps,. »

### Caraïbe espagnole
Le réseau commercial de la Caraïbe espagnole était composé de quatre ports principaux : Veracruz (Mexique), Carthagène des Indes (Colombie, port d'attache de la Flotte des Indes, port d'attache de l'Armadille chargée de faire respecter le monopole de l'empire sur le commerce des Indes espagnoles sur la mer des Caraïbes et arsenal), Porto Bello (Panama, un port de transbordement fonctionnant avec la ville de Panama, côte Pacifique et par lequel transitait le trafic généré par le Galion de Manille) et La Havane (Cuba), qui était le port principal par lequel le trafic des trois autres passait. Le 22 novembre 1739, les Anglais s'emparent de Porto Bello, qui est alors une ville de la Vice-royauté de Nouvelle-Grenade. L'attaque britannique avait pour but d'endommager les finances de l'Espagne. Le port, mal défendu, est attaqué par une escadre de six vaisseaux de ligne placée sous les ordres du vice-amiral Edward Vernon. La relative facilité de cette capture, bien que la ville ait été rapidement reprise par les Espagnols après le départ de la flotte de Vernon, créé une grande joie en Grande-Bretagne.
Vernon se voit confier le commandement d'un important contingent naval, représentant le quart des bâtiments et des effectifs de la Royal Navy, pour mener une opération amphibie majeure (terrestre et maritime) sous le commandement général de Lord Cathcart. Le but premier de l'expédition était de capturer La Havane, qui était le port espagnol le plus important, car il avait des installations où l'on pouvait remettre en état les navires. En 1740, La Havane était même devenue le plus grand chantier naval actif de l'Espagne. Lord Cathcart meurt en route, et il est difficile de savoir qui fut aux commandes par la suite. Le décès inopportun de Cathcart a entraîné la dissension dans le commandement britannique, ce qui a empêché la coordination nécessaire à cette opération complexe.
L'envoi de la grande flotte et du gros contingent de troupes avait été réclamé par l'opinion publique, menée surtout par les lobbies de la classe marchande et la Compagnie des mers du Sud (South Sea Company) en particulier, qui refusaient d'accepter les accords de compromis signés entre les gouvernements de l'Espagne et de la Grande-Bretagne. Le 1er duc de Newcastle-upon-Tyne, Thomas Pelham-Holles, se fit le champion des revendications du peuple au Parlement,. Le vice-amiral Vernon, qui était un partisan actif et ardent de la guerre contre l'Espagne, préconisa une action offensive tant au Parlement qu'à l'Amirauté. La décision de monter une grande expédition aux Antilles fut prise en décembre 1739. Walpole, qui s'opposait catégoriquement à la guerre, et Vernon, qui favorisait les actions avec des petites escadres, étaient mécontents de la situation. Celui-ci, qui avait déjà vu échouer un de ses raids d'escadre sur Carthagène, n'était pas convaincu que l'attaque massive d'une ville fortifiée connaîtrait le même succès que son attaque moins énergique de Portobello. Il craignait notamment qu'un siège prolongé entraîne une forte attrition de l'effectif due à la maladie, situation typique en raison des limites des connaissances médicales de l'époque.

### Objectifs
L'objectif de la Grande-Bretagne était de capturer et de conserver de façon permanente les quatre ports espagnols du bassin des Caraïbes. En s'emparant de ces ports, les Britanniques pourraient être maître des liens avec l'Amérique du Sud,. Les Anglais auraient ainsi des bases à partir desquelles ils pourraient lancer des attaques vers l'intérieur des terres tandis que l'Espagne aurait un accès limité aux ports en eau profonde sur la côte orientale de leurs colonies américaines et serait donc incapable de ravitailler ses forces intérieures. La maîtrise de ces ports fournirait aux Anglais un point de contrôle essentiel du secteur et leur permettrait, en temps utile, d'acquérir la totalité de l'empire américain de l'Espagne.

## Prélude
En 1739, la guerre de l'oreille de Jenkins oppose le Royaume de Grande-Bretagne à l'Espagne.
Après la destruction de Porto Bello, l'amiral Edward Vernon est accueilli comme un héros par le roi George II et n'a aucun mal à obtenir tous les bateaux et les hommes qu'il souhaite. En 1741, il quitte l'Angleterre avec le général Thomas Wentworth (en), 23 600 hommes et 186 navires armés de quelque 2 000 canons, pour attaquer Carthagène.

## Carthagène des Indes
Face à la puissante flotte britannique, le vice-roi Sebastian de Eslava, n'a que 3 000 soldats réguliers, 600 archers Indiens, et les équipages de ses six navires de ligne à lui opposer. Néanmoins il peut compter sur les massives fortifications de la cité et sur l'expérience des officiers Melchor de Navarrete (en), Carlos Desnaux (es) et surtout l'amiral Blas de Lezo, surnommé Patapalo (Patte de bois), qui a minutieusement préparé la défense.

## Le siège
L'expédition arrive au large de Carthagène le 4 mars. Après plusieurs semaines de bombardement, une première attaque est menée par terre et par mer dans la passe de Boca Chica (Petite bouche), le 5 avril. Cet étroit passage entre deux péninsules est défendue d'un côté par le fort Saint-Louis, le château de Boca Chica et quatre bastions comptant environ 80 canons, et de l'autre côté par une batterie de 15 canons défendus par des redoutes. Au sud de la péninsule, l'île de La Bomba est défendue par le Fort Saint-Joseph avec ses 21 canons. L'entrée du détroit est barrée par les 6 navires de ligne espagnols.
La flotte britannique attaque la flottille espagnole. La lutte est inégale et après une courte résistance Blas de Lezo incendie ses navires. Deux d'entre eux qui bloquent partiellement le passage sont capturés par les Britanniques avant de sombrer.
Pendant ce temps, venant de la terre, les assaillants ont établi une batterie qui, avec l'assistance des navires, parvient à percer l'enceinte principale. Les soldats s'engouffrent dans la brèche, mais les Espagnols ont déjà quitté les fortifications.[Où ?] Les Britanniques tentent ensuite d'isoler Carthagène de la terre en attaquant le Fort Saint-Lazare, mais l'assaut échoue, faisant 600 morts dans les rangs britanniques.
Blas de Lezo sait parfaitement que l'adversaire a des forces nettement supérieures aux siennes, mais il conçoit les plus diverses stratégies à l'encontre des Anglais, au point, entre autres, d'infiltrer deux soldats espagnols parmi les rangs britanniques qui conduiront ceux-ci vers un piège mortel. L'inconfort et les maladies deviendront les ennemis mortels des Britanniques, au point de faire la moitié de leurs victimes de guerre.
Du côté britannique, depuis l'échec devant le Fort Saint-Lazare, les deux chefs ne s'entendent plus. Thomas Wentworth estime que les navires de Vernon l'ont mal soutenu. L'amiral estime pour sa part que l'assaut a été mal planifié et argue d'un manque de profondeur des eaux du port.
Au cours de l'année précédente, Lezo a réparé et a considérablement amélioré les fortifications de la cité. Les murailles tiennent bon et son plan commence à porter ses fruits. Son fin talent de stratège et les pluies viennent lui donner raison : À bord des navires britanniques, les maladies font plus de ravage que les combats. Le 25 avril, Vernon envisage de lever le siège et de faire retraite à la Jamaïque. À la mi-mai, toutes les voiles ont disparu.
Dans cette défense qui a été sa plus grande victoire, Blas de Lezo a contracté la peste, dont il meurt un mois plus tard.

## Conséquences

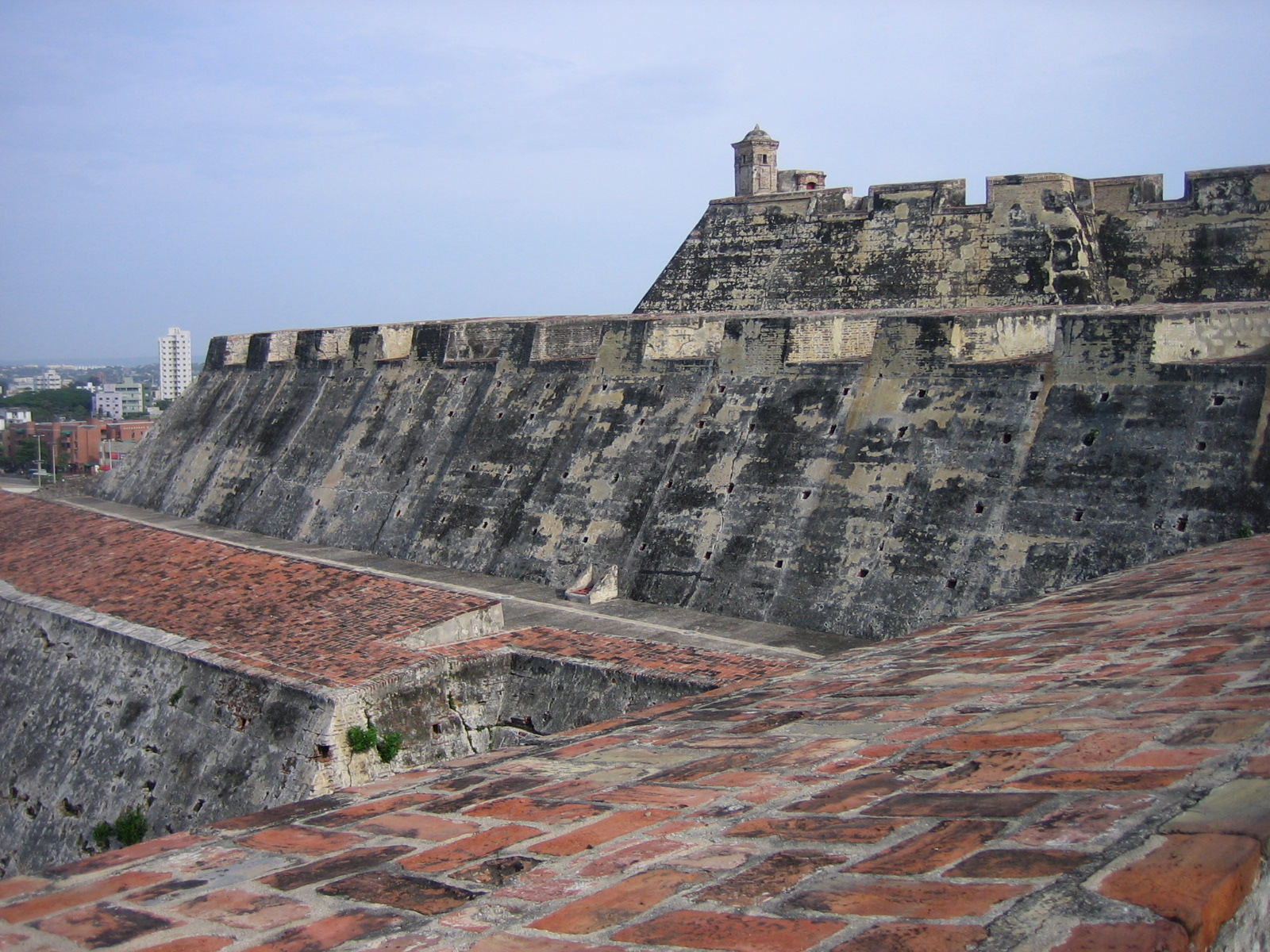
Les murailles de Fort San Felipe de Barajas

Après cet échec, la Royal Navy bat en retraite jusqu'en Jamaïque. La bataille a duré 67 jours et s'est terminée par le retrait de la flotte britannique, qui a perdu 50 navires et 18 000 hommes, environ la moitié d'entre eux de maladie. La plupart des colons américains qui s'étaient portés volontaires, attirés par les promesses de Vernon, sont morts de la fièvre jaune, de la dysenterie et même de la famine. Ceux qui sont rentrés chez eux, parfois blessés, y compris Lawrence Washington, n'ont rien reçu pour leurs efforts.
Au milieu de la bataille, lorsque le 17 mai les forces espagnoles ont reculé de différents points de défense pour se regrouper dans la forteresse de San Felipe de Barajas, Vernon a envoyé un messager, le capitaine Laws, en Angleterre pour informer le Roi de la victoire. Une médaille spéciale a immédiatement été frappée pour commémorer cette « victoire » représentant l'amiral Vernon plongeant sur les « vaincus ». Blas de Lezo apparaît à genoux vers le bas. Une chanson contemporaine a été composée par un marin du Shrewsbury pour célébrer prématurément la victoire :
Being an account of the taking of Carthagena by Vice-Admiral Vernon…

…and the town surrender[ed]

Lorsque la nouvelle de l'échec arrive à Londres quelques semaines plus tard, le gouvernement britannique fait retirer les médailles de la circulation et interdit de divulguer et publier l'information. Bientôt le gouvernement de Robert Walpole s'effondre. L'Espagne conserve son port stratégique dans les Caraïbes et le contrôle de sa colonie. La nouvelle de la défaite britannique atteint l'Europe à la fin de juin 1741 et entraîne toute une série de conséquences.
George II de Grande-Bretagne, qui a agi comme médiateur entre Frédéric le Grand et Marie-Thérèse d'Autriche, mais qui soutient l'Autriche depuis l'invasion de la Silésie par la Prusse en décembre 1740, a beaucoup perdu de sa crédibilité. Cela encourage la France et l'Espagne, les alliés Bourbons, à révéler leur alliance avec la Prusse et à se mobiliser militairement contre une Autriche désormais isolée. Un conflit plus grand, la guerre de Succession d'Autriche, est désormais inévitable.
Carthagène, toujours espagnole, oblige le Royaume de Grande-Bretagne à mobiliser toute une partie de sa flotte dans les Caraïbes — en fait, ce qui reste de la flotte de Vernon — pour protéger ses propres colonies d'Amérique contre d'éventuelles représailles espagnoles. Il en résulte un affaiblissement de ses forces en Méditerranée. Les Britanniques ne sont donc pas en mesure d'empêcher le débarquement de 25 000 soldats espagnols en Italie en novembre et décembre 1741. Ce n'est que lorsque le commodore Richard Lestock, commandant de l'une des divisions de Vernon à Carthagène, retourne en Europe avec les navires de la flotte des Caraïbes, que l'Angleterre est en mesure de renforcer sa présence en Méditerranée. Par là même, elle renonce à mettre la main sur les possessions espagnoles dans les Caraïbes.

## Culture
La chanson 1741 (The Battle of Cartagena), issue de l'album Sunset on the Golden Age, du groupe de pirate metal Alestorm illustre cette bataille.

### Sources et bibliographie
- (en) Cet article est partiellement ou en totalité issu de l’article de Wikipédia en anglais intitulé « Battle of Cartagena de Indias » (voir la liste des auteurs) dans sa version du 14 août 2008.

En français
- Philippe Régniez Blas de Lezo, Les Éditions de La Reconquête, Assomption 2012.

En anglais
- (en) Robert Beatson, Naval and Military Memoirs of Great Britain from 1727 to 1783, vol. III, Londres, Longman, Hurst, Rees, & Orme, 1804
- (en) Tobias George Smollett et David Hume, The history of England : from the Revolution to the death of George the Second, vol. II, Longman, Brown, Green, and Longmans, 1848 (lire en ligne)
- (en) John William Fortescue, A History of the British Army, vol. II, Londres, MacMillan, 1899 (lire en ligne)
- (en) Herbert William Richmond, The Navy in the War of 1739–48, vol. 1, Cambridge University Press, 1920 (lire en ligne)
- (en) Francis Russell Hart, Admirals of the Caribbean, Boston, 1922, 272 p. (lire en ligne)
- (en) Reed S. Browning, The War of the Austrian Succession, Palgrave Macmillan, 15 mai 1995, 480 p. (ISBN 978-0-312-12561-5)
- (en) John D. Harbron, Trafalgar and the Spanish navy : the Spanish experience of sea power, Annapolis (Md.), Conway Maritime Press, 1998, 208 p. (ISBN 0-87021-695-3)
- (en) David Marley, Wars of the Americas : A Chronology of Armed Conflict in the New World, 1492 to the Present, ABC-CLIO, 1998, 1112 p. (ISBN 978-1-59884-100-8)
- (en) N.A.M. Rodger, The Command of the Ocean : A Naval History of Britain 1649-1815, Penguin Books, 7 septembre 2006, 1000 p. (ISBN 978-0-14-102690-9)
- (en) Ignacio Rivas Ibañez, Mobilizing resources for war : the British and Spanish intelligence systems during the war of Jenkins' Ear (1739-1744), Londres, University College London, 2008 (lire en ligne)
- (en) Douglas Ford, Admiral Vernon and the Navy : A memoir and vindication, BiblioBazaar, 2011 (1re éd. 1907), 376 p. (ISBN 978-1-179-16853-1)

En espagnol
- (es) Cesáreo Fernández Duro, Armada española desde la unión de los reinos de Castilla y de León, vol. VI, Madrid, Est. tipográfico Sucesores de Rivadeneyra, 1902